# Rehmiodothis eucalypti
Rehmiodothis eucalypti är en svampart som först beskrevs av Cooke & Massee, och fick sitt nu gällande namn av H.J. Swart 1987. Rehmiodothis eucalypti ingår i släktet Rehmiodothis och familjen Phyllachoraceae.   Inga underarter finns listade i Catalogue of Life.